# Metal Drift
Metal Drift — компьютерная игровая программа жанра Vehicular combat, разработанная и выпущенная компанией Black Jacket Studios для платформы Microsoft Windows в 2009 году.

## Геймплей
Metal Drift является аркадным симулятором с элементами шутера от первого лица. Игрок управляет антигравитационным болидом (в терминологии игры — «танком»), снабженным той или иной разновидностью амуниции и вооружения. Цель игры состоит в том, чтобы захватить магнитный мяч и доставить его в голевую зону противника, преодолевая сопротивление оппонентов. В соревновании участвуют две команды, в каждой из которых может иметься до 6 участников. Местом проведения матчей служит специализированный стадион, ландшафтные элементы на котором могут располагаться в соответствии с одной из пяти доступных конфигураций.
Активность игрока (уничтожение болидов, забивание голов и т. п.) вознаграждается очками опыта. По мере их накопления возрастает уровень игрока (что открывает доступ к новым разновидностям оружия и дополнительных возможностей) и убойная сила используемого вооружения. По достижении играющим 40 уровня общий прогресс прекращается. Кроме того, в ходе матчей успешное поражение танков противника пополняет запас энергии болида, который может быть использован для кратковременного ускорения или для повышения ущерба от орудий.
Существенных различий между однопользовательским и многопользовательским режимами нет. Создавая собственную игру, пользователь может определить продолжительность матча, конфигурацию стадиона, количество участников и уровень искусственного интеллекта танков, управляемых компьютером. Сетевая игра возможна как в пределах локальной вычислительной сети, так и в Интернете.

### Вооружение
Игроку могут быть доступны семь разновидностей вооружения. Каждое из орудий характеризуется боезапасом, временем перезаряжания и степенью наносимого ущерба; кроме того, некоторые из них обладают специфическими свойствами. Боевые модули становятся доступны игроку в следующем порядке: импульсная пушка (pulse cannon), ионная пушка (ion cannon), плазменная установка (plasma launcher), ракетная установка (missile launcher), темпоральная пушка (temporal cannon, заряды проходят сквозь стены), пушка «Артемида» (Artemis cannon, заряды проникают сквозь энергетический щит танка), электрическая пушка (shock cannon, в усиленном режиме поражает все объекты в радиусе 50 метров).

### Дополнительные возможности
Болид снабжается т. н. улучшением (upgrade), которое обеспечивает ему специфические эксплуатационные свойства. Дополнения становятся доступны пользователю в следующем порядке: авторемонт (auto-repair, автоматическая регенерация поврежденной брони), защита (armor, повышение прочности брони), сенсор (sensor, отображение на экране позиций всех танков противника), гиперпространство (hyperspace, телепортация), мощность (power, более интенсивное накопление специальной энергии), скорость (speed, повышение максимальной скорости и подвижности болида), скрытность (stealth, возможность сделать танк невидимым), камуфляж (team fake, маскировка болида под танк команды противников).

## Отзывы
Критики, составившие рецензии на Metal Drift, отнеслись к игровой программе скорее положительно, отметив удобство управления, высокий уровень искусственного интеллекта роботов и напряженность соревнований в многопользовательском режиме. К недостаткам были отнесены однообразие игровых ландшафтов, малое количество орудий и дополнений, а также «малонаселенность» игровых серверов.